# Paolo Donnarumma
Paolo Donnarumma (Taranto, 25 gennaio 1952) è un bassista e chitarrista italiano.

## Biografia
Paolo Donnarumma sul finire degli anni Sessanta inizia a lavorare come musicista professionista suonando il basso e la chitarra nel gruppo che accompagna Maurizio Arcieri, oltre che nei gruppi rock milanesi Il Pacco e L'Enorme Maria di Simon Luca.
Di lì a poco inizia una lunga carriera di session man, alternando collaborazioni con i rappresentanti della musica rock milanese Claudio Rocchi, Alberto Camerini, Lucio Fabbri, Roberto Colombo, Donatella Bardi, Ivan Cattaneo a partecipazioni alle incisioni di dischi, che hanno dato inizio alla sua carriera in sala di registrazione, di artisti già affermati appartenenti alla scena più "leggera": Bruno Lauzi, Mino Di Martino, Drupi, Gerardo Carmine Gargiulo, Goran Kuzminac, Fiordaliso, Mario Barbaja, Piero Finà, Gianna Nannini, Riccardo Cocciante, Fabrizio De André, Gino D'Eliso, Franco Fanigliulo, Leano Morelli, Edoardo Bennato, Patty Pravo, Luca Barbarossa, Fabio Concato, Marco Ferradini, Ron, Mina e altri.
Nel 1977 è bassista per Lucio Dalla nel brano Com'è profondo il mare; la registrazione fu la prima in assoluto realizzata ai famosi Stone Castle Studios di Carimate, inaugurando, così, uno studio avveniristico, che avrebbe partorito centinaia di nuovi artisti e successi.
Nel 1978 fonda il gruppo Anyway Blues con il quale incide due album a cui partecipano Gianfranco Gagliardi al pianoforte, Lucio Bardi e Claudio Bazzari alle chitarre, Giampiero Prina alla batteria, Michele Bozza al sax, Giacinto Nocella alla tromba e Goran Marjanovic al violino. Il secondo album del gruppo, che contiene le musiche per lo spettacolo Hellzapoppin' di Ferdinando Bruni e Gabriele Salvatores per il Teatro dell'Elfo di Milano, vince il premio come migliore colonna sonora teatrale dell'anno. Dopo le avventure musicali con gli Anyway Blues, sempre come session man per le maggiori case discografiche italiane, Donnarumma partecipa alle registrazione del 50% dei dischi più famosi della discografia italiana del trentennio 1970-2000. Contemporaneamente, suona per dieci anni nella rock band Jackson Three, capitanata dal chitarrista Ronnie Jackson, produttore di Celentano e altri artisti.

### La collaborazione con Battiato, Pio, Radius, Giuni Russo, Alice e Milva
Dal 1980 al 1984 partecipa ai dischi prodotti da Angelo Carrara e incisi negli studi di Alberto Radius, per la CGD, tra i quali La voce del padrone e L'arca di Noè di Franco Battiato, e i singoli Un'estate al mare, Una vipera sarò, Good Good Bye e Mediterranea, con i relativi album Energie (1981), Vox (1983) e Mediterranea (1984) di Giuni Russo, e prima ancora in Per Elisa, con il quale Alice vince il Festival di Sanremo 1981. L'anno seguente, nel 1982, è bassista nell'album Milva e dintorni, della cantante gorese Milva: l'album guadagna successo grazie a brani quali Alexander Platz e Poggibonsi, tuttavia non sarà mai più ristampato.
Parallelamente, suona per due anni nell'orchestra della RAI e collabora anche con Mediaset per la realizzazione di sigle televisive.

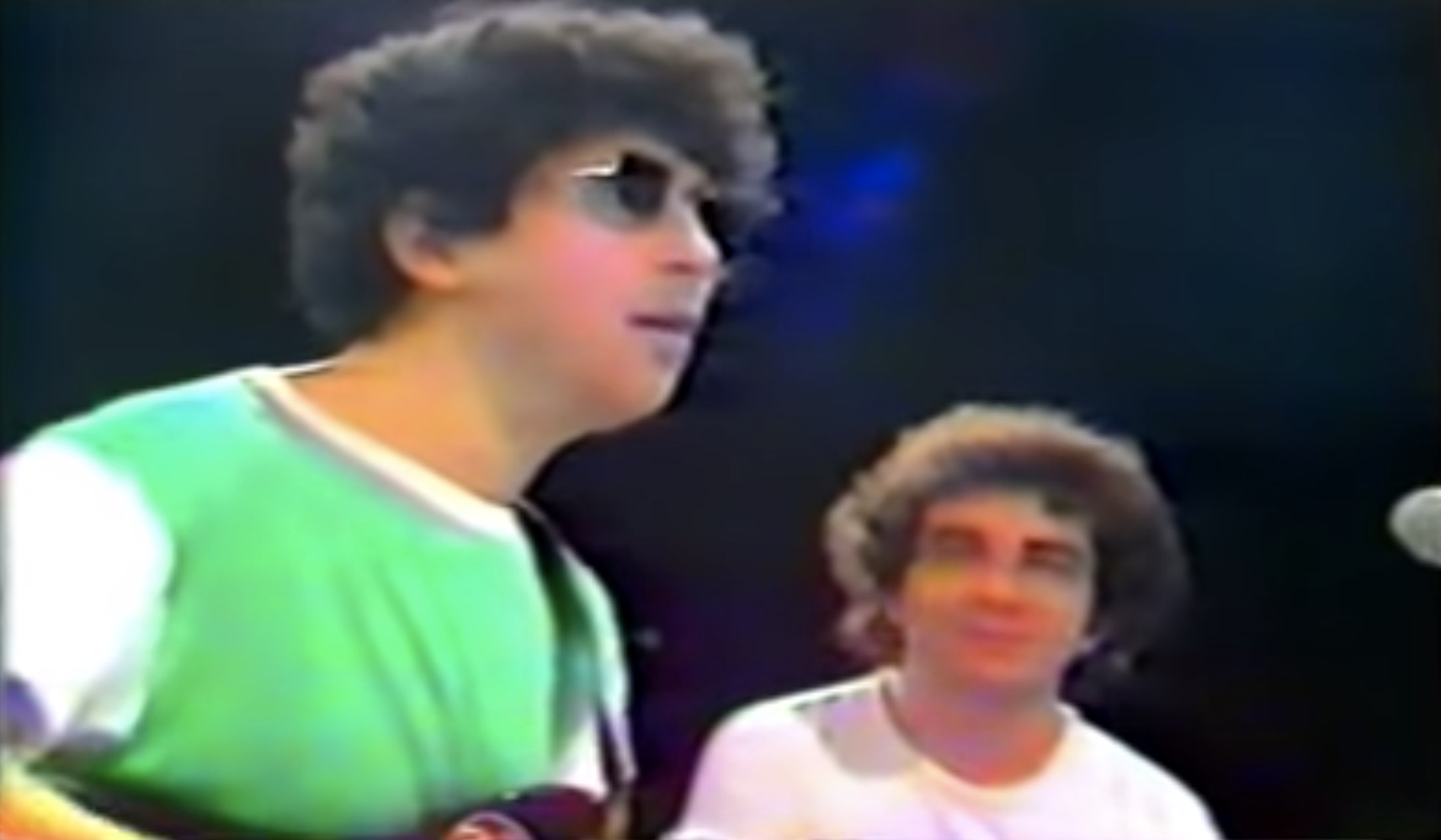
Paolo Donnarumma con Edoardo Bennato per la registrazione de "Il Rock di Capitan Uncino", nel 1980.

Nel 1990 inizia a suonare nel gruppo del Mirò, storico locale milanese a Brera, per tre anni. Dopo questo periodo, Donnarumma entra a far parte per due anni del gruppo che accompagna Albano Carrisi e Romina Power, con i quali partecipa a oltre cento spettacoli Germania, Ungheria, Bulgaria, Svizzera, Spagna, Russia, e circa trenta tra Stati Uniti d'America e Canada.
Dal 1999 al 2010 Donnarumma si dedica alla professione d'agente di borsa, senza tuttavia smettere di suonare con il gruppo Lokomotion, col quale ha prodotto e registrato per otto anni circa 12 dischi di cover, con mansioni di bassista, chitarrista, fonico, arrangiatore. Nel 2006 pubblica il libro di racconti dal titolo Buongiorno signorina, posso?, e l'anno seguente lascia i Lokomotion per dedicarsi autonomamente alla ricerca sperimentale.

### L'insegnamento e le ultime partecipazioni
Nel 2010 ricomincia a suonare con Ricky Belloni, chitarrista e cantante dei New Trolls, suo grande amico da sempre e chitarrista nel gruppo Gli Androidi, prima band creata insieme a lui all'età di 16 anni insieme al batterista Flaviano Cuffari. Nel 2010 Donnarumma ricomincia a insegnare basso elettrico e chitarra acustica ed elettrica solista nella scuola di musica L'Aeroplano, di San Vittore Olona, poi approda alla scuola Crescendo in musica di Corbetta. Dal 2010 al 2012, suona due anni nel trio di Alessio Lorenzi, chitarrista cantante, suonando il meglio della musica rock da Hendrix ad oggi. La band è stata ospite anche al Festival del blues di Lugano avendo grande successo.
In seguito alla scomparsa di Lucio Dalla, avvenuta nel 2012, il CPM di Milano realizza un concerto tributo per l'artista e invita Paolo Donnarumma, Flaviano Cuffari e Claudio Bazzari a suonare Com'è profondo il mare, avendo loro partecipato alla registrazione del brano nel 1977.
Dal 2014 collabora al progetto musicale con il batterista e produttore della Euro Groove Department, Marco Maggiore, batterista di Eumir Deodato nei tour italiani. Per lui partecipa e registra al suo primo disco da cantante batterista solista, suonando in due pezzi. PassWords ottiene il premio per essere tra i primi dieci dischi di musica progressiva pop-rock jazz più interessanti.
A oggi, Donnarumma si dedica all'insegnamento e continua a suonare sia il basso che la chitarra in diversi gruppi (tra cui Banda 4.9, Jam Burrasca, e altri).

## Discografia

### Con gli Anyway Blues
- 1981 Anyway Blues (Mama Barley Records MB 004)
- 1982 Hellzapoppin' (CGD 20337)

## Partecipazioni
- 1973: Maurizio Arcieri - Trasparenze (anche chitarra; autore della musica di: Il grigio nella mente, Una foglia, Primo volo, Rapporto, Trasparenze)
- 1974: Bruno Lauzi - Lauzi oggi
- 1974: Drupi - Sereno è...
- 1974: Loredana Bertè - Streaking
- 1974: Ornella Vanoni - La voglia di sognare
- 1975: Donatella Bardi - A puddara è un vulcano (bassista, produttore e arrangiatore)
- 1975: Ivan Cattaneo - UOAEI
- 1976: Alberto Camerini - Cenerentola e il pane quotidiano (in Santa Marta)
- 1976: Drupi - Drupi (La visiera si stacca e si indossa!)
- 1976: Gianna Nannini - Gianna Nannini
- 1976: Patty Pravo - Patty Pravo (tranne in Innamorata io, Sconosciuti cieli, Facciatosta)
- 1976: Roberto Colombo - Sfogatevi bestie
- 1976: Donatella Bardi - Punto e a capo/Regina in questa età (produttore)
- 1977: Claudio Rocchi - A fuoco (anche cori)
- 1977: Lucio Dalla - Come è profondo il mare (nella title track)
- 1978: Alberto Camerini - Comici cosmetici
- 1978: Marco Ferradini - Quando Teresa verrà
- 1978: Mario Barbaja - Made in Hong Kong
- 1979: Bruno Lauzi - Alla grande...
- 1979: Claudio Rocchi - Non ce n'è per nessuno
- 1979: Roberto Soffici - Dimenticare
- 1979: Demetrio Stratos, Mauro Pagani, Paolo Tofani - Rock and roll exhibition
- 1979: Gino D'Eliso - Santi ed eroi
- 1979: Piero Finà - Calma cacchio non spinga
- 1980: Alberto Camerini - Alberto Camerini
- 1980: Enrico Riccardi - Parapapà
- 1980: Donatella Rettore - Magnifico delirio
- 1980: Edoardo Bennato - Uffà! Uffà! (tranne in Che combinazione)
- 1980: Edoardo Bennato - Sono solo canzonette
- 1980: Fausto Papetti - 30ª Raccolta
- 1980: Fausto Papetti - 31ª Raccolta
- 1980: Goran Kuzminac - Ehi ci stai (tranne in Ehi ci stai)
- 1980: Mina - Kyrie (in You Keep Me Hangin' On, Voglio stare bene, I Know, Capisco, L'amore è bestia, l'amore è poeta, Qualcosa in più, Colori, Bambola gonfiabile)
- 1980: Paolo Tofani e Claudio Rocchi - Un gusto superiore (in O sei parte del problema o sei parte della soluzione)
- 1980: Pupo - Più di prima
- 1980: Riccardo Cocciante - Cervo a primavera (in Il sufflé con le banane)
- 1980: Roberto Ferri - Italian brothers reggae (singolo)
- 1980: Ron - Una città per cantare
- 1981: Alice - Alice
- 1981: Edoardo Bennato E invece no/Canta appress'a nuje (singolo)
- 1981: Fabrizio De André - Fabrizio De André (in Canto del servo pastore)
- 1981: Fausto Papetti - 32ª Raccolta
- 1981: Franco Battiato - La voce del padrone
- 1981: Gerardo Carmine Gargiulo - Avellino Express
- 1981: Giuni Russo - Energie
- 1981: Kim And The Cadillacs - Cadillacs' Corn
- 1981: Lara Saint Paul - Bravo
- 1981: Luca Barbarossa - Luca Barbarossa (in Piazza Navona, Se potesse parlare la mia chitarra, Un bicchiere (#1) e Castoro)
- 1981: Marco Ferradini - Schiavo senza catene
- 1981: Mina - Salomè
- 1982: Alberto Radius - Gente di Dublino
- 1982: Alice - Azimut (in Messaggio)
- 1982: Riccardo Cocciante - Cocciante
- 1982: Franco Battiato - L'arca di Noè
- 1982: Giuni Russo - Un'estate al mare/Bing Bang Being (singolo)
- 1982: Giusto Pio - Legione straniera
- 1982: Maurizio Boriolo - La grande cassa
- 1982: Pino D'Angiò - Ti regalo della musica
- 1982: Milva - Milva e dintorni
- 1983: Eugenio Finardi – Dal blu (in Amore diverso e Laura degli specchi)
- 1983: Gino D'Eliso - Cattivi pensieri
- 1983: Franco Fanigliulo - Benvenuti nella musica
- 1983: Marco Ferradini - Una catastrofe bionda
- 1983: Giuni Russo - Vox
- 1983: Giusto Pio - Restoration
- 1983: Fiordaliso - Fiordaliso
- 1983: Manrico Mologni - Con & senza cravatta
- 1983: Milva - Identikit
- 1984: Giuni Russo - Mediterranea
- 1984: Gruppo Italiano - Tapioca manioca (non accreditato; tranne in un brano)
- 1984: Fabio Concato - Fabio Concato
- 1984: Fiordaliso - Non voglio mica la luna/Un tipo (singolo)
- 1984: Leano Morelli - Dovevi amarmi così
- 1984: Mino Di Martino - Alla periferia dell'impero
- 1985: Cristina D'Avena - Occhi di gatto (singolo)
- 1985: Fiordaliso - A ciascuno la sua donna
- 1985: Marco Ferradini - Misteri della vita
- 1986: Cristina D'Avena - Mila e Shiro due cuori nella pallavolo (singolo)
- 1986: Kim And The Cadillacs - Take Your Time/Little Devil (singolo)
- 1986: Alexio - Scherzi a parte (in Marystella e Lancillotto)
- 1987: Vincenzo Draghi - Lupin, l'incorregibile Lupin (singolo)
- 1987: Celeste - Blue
- 1987: Cristina D'Avena - Pollyanna (singolo)
- 1988: Dave Electric - Lead Guitar & Vocals
- 1988: Cristina D'Avena - Balliamo e cantiamo con Licia/Rimboccata dalla luna la città già dorme (singolo)
- 1988: Cristina D'Avena - Che famiglia è questa Family!/Fufur superstar (singolo)
- 1988: Cristina D'Avena - Hilary/Denny (singolo)
- 1989: Cristina D'Avena - Dolce Candy (singolo)
- 1990: Cristina D'Avena - Bobobobs (singolo)
- 1990: Fivelandia 8 - Le più belle sigle originali dei tuoi amici in TV (in Al circo, al circo, Le avventure di Teddy Ruxpin, Cri Cri, Dinosaucers, Niente paura, c'è Alfred!, Una spada per Lady Oscar)
- 1991: Fivelandia 9 – Le più belle sigle originali dei tuoi amici in TV (in Il libro della giungla, Il mistero della pietra azzurra, I nonni ascoltano, Papà Gambalunga, L'Europa siamo noi, Luna Party, Mille luci nel bosco)
- 1992: Fivelandia 10 – Le più belle sigle originali dei tuoi amici in TV (tranne in Il ritorno di D'Artacan, Arriva Bim Bum Bam, Michel Vaillant, tute, caschi e velocità, Che papà Braccio di ferro! e Arriva la magia di Ciao Ciao)
- 1993: Cristina D'Avena - Cristina D'Avena e i tuoi amici in TV 6 (tranne in i Puffi sanno)
- 1993: Fivelandia 11 - Le più belle sigle originali dei tuoi amici in TV (in Tazmania, Batman, L'ispettore Gadget, Gli orsetti del cuore, Principe Valiant)
- 1994: Cristina D'Avena - Cristina D'Avena e i tuoi amici in TV 7 (tranne in Una scuola per cambiare, Sophie e Vivianne: due sorelle e un'avventura, Moominland: un mondo di serenità, Tartarughe Ninja alla riscossa)
- 1995: Cristina D'Avena - Cristina D'Avena e i tuoi amici in TV 8 (tranne in Superhuman Samurai, Le fiabe più belle, Siamo fatti così, I viaggi di Gulliver, Ryo un ragazzo contro un impero, Junior, pianta mordicchiosa)
- 2012: Gianni Caminiti, Fabio Beltramini, Viki Ferrara – Ombra e il Poeta (Opera Rock, in Luce e Ombra)
- 2014: Marco Maggiore – PassWords (in Sining Boy e Elevation)
- 2024: Davide Matrisciano - Libidal (in Telenovelas gassate)